# Караискакис, Георгиос
Гео́ргиос Караиска́кис (греч. Γεώργιος Καραϊσκάκης; 1782 — 1827) — вождь в период Греческой революции 1821 года.

## Биография
Был сыном капитана греческой милиции (арматолов) на турецкой службе. Поскольку милицейские отряды создавались турецким режимом в наиболее опасных и труднодоступных районах и вербовались, в основном, из местных вооружённых банд (клефтов), — неудивительно, что Караискакис быстро стал одним из лидеров повстанцев, борющихся за независимость. В 15-летнем возрасте он был взят в плен солдатами Али-паши Янинского и произвёл на того настолько сильное впечатление, что был назначен командиром группы телохранителей. Спустя несколько лет, однако, Караискакис вышел из фавора и бежал в горы, где вновь возглавил отряд народных ополченцев.
Когда вспыхнуло греческое восстание, Караискакис сражался в рядах восставших и был тяжело ранен. В 1822 году он приходит вместе со своим отрядом в монастырь Петра, где и встречает с монахами Пасху 1823 года. Впоследствии он выступил с оружием в руках против временного правительства, что привело к требованию выдачи его на судебное разбирательство. Несмотря на это, не переставал с переменной удачей действовать против турок, как на материке, так и в Пелопоннесе.
Когда общее положение ухудшилось с падением Месолонгиона, греческое правительство в июне 1826 года решило назначить Караискакиса главнокомандующим на материке. Ему удалось воспрепятствовать отступлению Мустабея после его победы при Аталанди, а победа Караискакиса при Арахове в ночь на 6 декабря 1826 года принадлежит к числу самых блестящих успехов греческой войны за независимость.
За этим в феврале 1827 года последовала счастливая для Караискакиса битва при Дистомо. Умер от раны, полученной при попытке снять осаду с осажденного турками афинского Акрополя (Битва при Фалероне).

## Память
- В честь Георгиоса назван стадион в Пирее, принимавший соревнования по велогонкам на первых Олимпийских играх современности в 1896 году и соревнования по футболу на Олимпийских играх 2004 года, являющийся домашней ареной «Олимпиакоса». Существует площадь Караискакиса в городе Кардица.
- В Салониках одна из улиц названа в честь Георгиоса Караискакиса.
- Личный секретарь и соратник Караискакиса, Димитриос Эниан, стал впоследствии его биографом, написав несколько книг о военачальнике.
- Георгиос изображён на монете номиналом в 2 драхмы